# Vortigerno

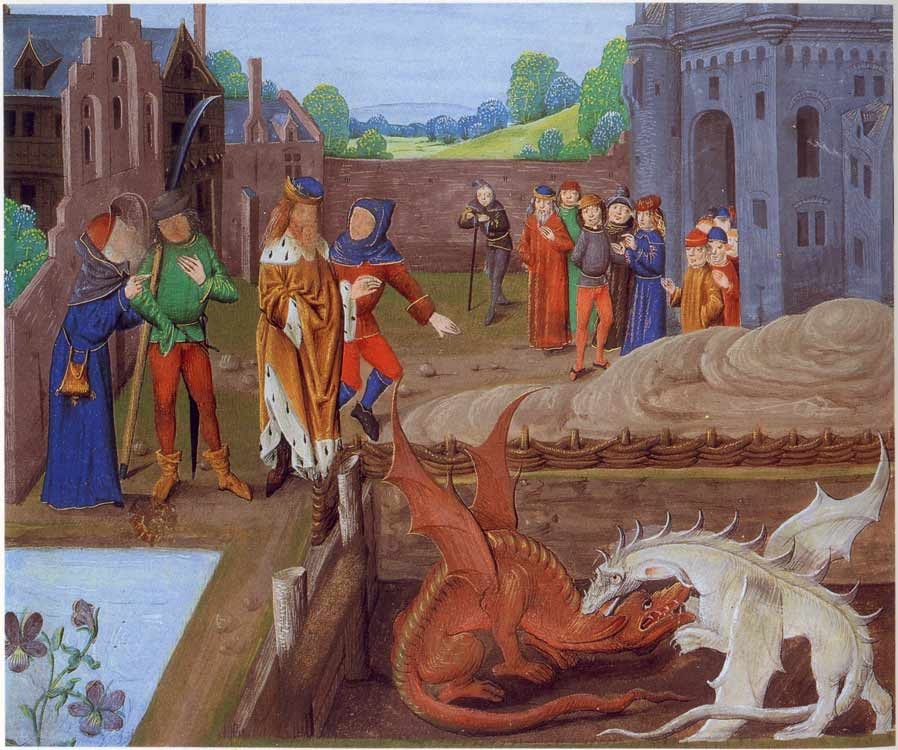
Ambrósio revela a Vortigerno os dois dragões. Iluminura de um manuscrito de Historia Regum Britanniae.

Vortigerno (em galês Gwrtheyrn) foi um dos monarcas da Britânia, que conseguiu o supremo comando, porém de forma precária, dos príncipes e cidades da região, quarenta anos após a dissolução do governo romano.
Ele tem sido condenado de forma quase unânime  pela política de convidar um formidável estrangeiro, para combater inimigos locais. Segundo estes historiadores, ele despachou embaixadores patéticos para as costas da Germânia, e convidou os saxões a enviar navios e exército para os suplicantes de uma ilha distante e desconhecida. Provavelmente os saxões já conheciam a Britânia, e eles poderiam se unir aos escotos e pictos em uma aliança de rapina e destruição.
Vortigerno, assim, teve que se equilibrar entre diferentes perigos, que o atacavam de todos os lados, e sua política pode ser desculpada, por preferir a aliança de bárbaros cujo poder naval faria deles os piores inimigos ou os melhores aliados.
Segundo Adam Clarke, Vortigerno convidou os saxões em 445.
Hengist e Horsa, ao navegarem pela costa oriental da Britânia, aceitaram defender a ilha de ataques, e seu valor repeliu os caledônios. Eles ocuparam a ilha de Thanet, e, pelo tratado, receberam roupas e alimento, e, diante da boa acolhida, trouxeram mais 5000 guerreiros e suas famílias, em 17 barcos. Hengist mostrou a Vortigerno a vantagem de estabelecer, na fronteira dos pictos, uma colônia de aliados, e uma terceira frota de quarenta navios, sob o comando do sobrinho e do filho de Hengist, vindos da Germânia, devastaram as Órcades, e desembarcaram em Nortumberland (ou Lothian), no outro extremo da ilha.
A relação entre os bretões e os saxões logo deteriorou, por causa de inveja mútua: os saxões exageraram o que eles haviam feito e o que haviam sofrido de um povo ingrato, e os bretões se arrependeram dos grandes benefícios que haviam dado, e que estes mercenários selvagens nunca tinham sua avareza satisfeita. Durante uma festa, os saxões, em armas, massacraram os bretões, acabando com a confidência mútua.
Hengist, que pretendia conquistar a Britânia, convocou seus conterrâneos, exagerando a fertilidade do solo, a riqueza das cidades, o caráter pusilânime dos habitantes e a facilidade de atacar a ilha, acessível por todos os lados aos navios saxões. As principais tribos que invadiram foram os jutos, os antigos saxões e os anglos. Os jutos, sob a bandeira de Hengist, formaram o primeiro reino independente, em Kent. Durante a conquista, foram formados sete reinos, a Heptarquia, uma destas famílias foi ancestral, através de uma linhagem mista, dos reis da Inglaterra.
A Britânia foi conquistada pelos saxões e os bretões se refugiram nas montanhas do País de Gales.
Vortimero, filho de Vortigerno, derrotou os saxões por três vezes nos campos de Kent, e sua tumba, na costa, foi feita como uma marca territorial sobre os saxões.